# Ligocatinus sordidus
Ligocatinus sordidus är en insektsart som beskrevs av Rehn, J.A.G. 1920. Ligocatinus sordidus ingår i släktet Ligocatinus och familjen vårtbitare. Inga underarter finns listade i Catalogue of Life.